# Gut Grasgrube
Koordinaten: 50° 47′ 47″ N, 9° 53′ 54″ O
Grasgrube ist ein Weiler und ehemaliger Adelshof in der Gemarkung von Oberbreitzbach, einem Ortsteil der Gemeinde Hohenroda im Landkreis Hersfeld-Rotenburg in Nordhessen. Das ehemalige Herrenhaus ist als Kulturdenkmal ausgewiesen.

## Geographie
Die kleine Siedlung liegt auf 379 m Höhe etwa 1,5 km südwestlich von Oberbreitzbach am südwestlichen (oberen) Ende eines sich nach Nordosten erweiternden Wiesentals zwischen dem Nordosthang des Grasbergs (478 m) und dem Südwesthang des Langebergs (460 m). Der Weiler ist im Westen, Süden und Osten von Wald umgeben.
Der Ulster-Zufluss Breizbach beginnt mit dem längsten seiner insgesamt sechs kleinen Quellbäche in einem kleinen Waldstück beim Gut Grasgrube und speist dort zunächst einen Teich. Der „Hessen Hotelpark Hohenroda“ und das dazu gehörige Feriendorf im „Schwarzengrund“ an der Kreisstraße K 6 liegen etwa 1,2 km nördlich.

## Das Herrenhaus
Das barocke ehemalige Herrenhaus, einst auch als Schloss bezeichnet, ist ein prächtiges, einstöckiges Fachwerkhaus auf massivem Kellergeschoss und mit doppelgeschossigem Mansardwalmdach. Das Zwerchhaus in der Mitte der repräsentativen Frontseite reicht bis zum First, hat drei Fenster im ersten Dachgeschoss und zwei im obersten. Es ist im ersten Dachgeschoss rechts und links von je einer Giebelgaube flankiert. Das oberste Dachgeschoss ist ohne Gauben und von Außen nur durch die Fenster im Zwerchhaus erhellt. Zum mittig in der Frontseite befindlichen zweitürigen Portal führt eine steinerne Freitreppe mit Aufgang von rechts und links, mit steinernem Balustradengeländer; darunter befindet sich ein Außenzugang zum Kellergeschoss. Über diesem Kellereingang finden sich ein Wappen und die Jahreszahl 1627.

## Geschichte
Der Ort wird urkundlich erstmals erwähnt auf einer Karte Mercators von 1592, die dort ein Schloss zeigt, wohl einen Vorgängerbau. Das Gut war Besitz der Herren von Mansbach. 1651/52 verkaufte Johann Friedrich von Mansbach einen erheblichen Teil des Mansbachschen Grundbesitzes, darunter Grasgrube, an den landgräflich hessen-kasselschen Generalleutnant Johann von Geyso. Im Jahre 1715 bezog ein jüngerer Spross der im Unteren Schloss in Mansbach lebenden sog. Untermansbacher, der eine Geyso-Tochter geheiratet hatte, das Gut. Zwar kam es daraufhin zu einem langen Erbstreit zwischen Angehörigen der beiden Familien, aber 1724 traten die Geyso das Gut an dessen Witwe, Maria Christina Juliana von Mansbach, geb. von Geyso, doch ab. Und im Januar 1747 verkaufte Karl Christoph von Mansbach seinem Bruder Erhard Friedrich sein Viertel am Hof Grasgrube für 1100 Gulden.
1860 verkauften die Mansbach das Gut mit seinen rund 450 Morgen Land an Adolph Hoppe, aber schon 1895 wurde Grasgrube als unbewohnt bezeichnet. Nach mehreren relativ schnellen Besitzer- und Pächterwechseln kaufte der Kavallerie-Offizier Enno von Benningsen im Jahre 1913 den gesamten Besitz derer von Mansbach in Mansbach, einschließlich des Guts Grasgrube, und begann, ein Gestüt zur Zucht von Rennpferden einzurichten. Er erzielte damit keinen finanziellen Erfolg, und im April 1918 kaufte der elitäre Union-Klub, der für das Rennwesen und die Pferdezucht im Deutschen Reich federführend war, das gesamte Gut Mansbach mitsamt der Grasgrube. Dort betrieb er ein sog. Pensionsgestüt, wo Vollblutzüchter ohne eigenen Landbesitz ihre Rennstuten zur sachgemäßen Zucht einstellen konnten. Von 1918 bis 1932 war Heinrich von Sydow Gestütsleiter. Er ließ von 1918 bis 1921 eine Anzahl neuer Ställe, Deckhallen und weitere Nebengebäude errichten, darunter auch einen Außenstall in der Grasgrube.
Mit Wirkung vom 1. Januar 1935 übernahm die Wehrmacht das gesamte Gestüt und betrieb es unter der Leitung von Karl Böhme bis April 1945 als Remonteamt, auch mit dem Außenstall in der Grasgrube. Drei- und vierjährige Pferde wurden für den militärischen Dienst ausgebildet, und zweimal jährlich wurden die bis zu 800 Pferde beurteilt und ihrem jeweiligen Kriegseinsatz zugewiesen.
Nach Kriegsende ging das gesamte Anwesen des Gestüts als Staatsdomäne in hessischen Staatsbesitz über und wurde dem 1946 gegründeten „Kurhessischen Pferdestammbuch e. V.“ zur Ackerpferdezucht verpachtet. 1947 wurde daraus die „Kurhessische Fachschule für Pferdezucht und -haltung“ mit einem Fohlenaufzuchthof. Beide wurden 1950 aufgelöst und der gesamte Besitz, einschließlich der Grasgrube, wurde von der Siedlungsgesellschaft Hessische Heimat aufgesiedelt.